# أنتوني مارشال
أنتوني مارشال (10 سبتمبر 1932 في المملكة المتحدة - 12 مايو 1988 ببرستل في المملكة المتحدة) (بالإنجليزية: Anthony Marshall)‏ هو لاعب كريكت بريطاني. لعب مع Kent County Cricket Club ‏ والمقاطعات الوطنية للكريكيت الإنجليزي والويلزي ‏ وWiltshire County Cricket Club ‏.

## وصلات خارجية
- أنتوني مارشال على موقع إي آس بي آن كريك إنفو (الإنجليزية)